# Illés Dániel
Illés Dániel (Siófok, 1986. március 30. –) magyar színész.

## Életpályája
1992-2000 között a Ságvári Általános és a Nagyberény Dr.Faust Miklós Általános Iskolában, 2000-2004 között a siófoki Vendéglátóipari Szakközépiskolában, 2004-2005 között a budapesti Gourmand Szakközépiskolában tanult. 2006-2009 között a Pesti Magyar Színiakadémia tanulója volt, Szélyes Imre és Őze Áron osztályában. 2012-ben színész I. minősítést kapott. 2010-2013 között a Budaörsi Játékszínben játszott. 2013-tól játszik a Magyar Népmese Színház társulatában, aminek jelenleg is tagja. 2016-tól az Új Nemzeti Kamara Színház tagja. 2017-2021 között a Pesti Magyar Színház előadásaiban is szerepelt. 2023 áprilisától az Udvari Kamaraszínház tagja.
2017 óta alakítja Abronsius professzor szerepét a Vámpírok bálja című musicalben, amelyet a PS Produkció keretében játszanak. Szinkronizálással is foglalkozik.
Vicces karaktere Cefet Jóska figurája, amelyet a TikTokon oszt meg a közönséggel.

## Filmes és televíziós szerepei
- Mintaapák (2021) ... Ügyvéd
- Jóban rosszban (2018) ... Turi Attila
- Barátok közt (2016) ... Varga Endre
- Kémek küldetése (2016) ... SS katona
- Budapest angyala (2011) ... náci katona